# Маленький индеец
«Маленький индеец» (англ. One Little Indian) — вестерн компании Walt Disney с Джеймсом Гарнером и Верой Майлз в главных ролях. Второстепенные роли сыграли Пэт Хингл, Джей Сильверхиллс и 11-летняя Джоди Фостер. Сюжетная линия фильма связана со злоключениями солдата-кавалериста с верблюдом и маленького мальчика.

## Сюжет
Отряд кавалеристов находится в рейде и во время атаки капрал Клинт Кейес начинает действовать вразрез с приказами начальства — он отлучается в самоволку для спасения группы индейских детей и женщин. За помощь врагу его приговаривают к смертной казни и он уходит от своих в пустыню под Нью-Мексико. Там он встречает 10-летнего мальчика от белых родителей, но выращенного индейцами, несущегося верхом на раздражительном верблюде по имени Роза. Этот маленький индеец не может найти своё племя и просит о помощи солдата. Отправившись вместе на поиски, позже они встречают вдову с дочерью.

## В ролях
- Джеймс Гарнер — капрал Клинт Кейес
- Вера Майлз — Дорис Мак-Ивер
- Пэт Хингл — капитан Стюарт
- Морган Вудворд — сержант Рэйнз
- Джон Досетт — сержант Уоллер
- Клэй О’Брайен — Марк
- Роберт Пайн — лейтенант Самминз
- Брюс Гловер — Шрэйдер
- Кен Своффорд — рядовой Диксон
- Джей Сильверхиллс — Джимми Вольф
- Эндрю Прайн — каплан Джон Кэплэн
- Джоди Фостер — Марта Мак-Ивер
- Уолтер Брук — врач
- Руди Диаз — апачи
- Джон С. Флинн III — ковбой